# Hermann Regensburger
Hermann Regensburger (* 9. Juli 1940 in Ingolstadt) ist ein deutscher Politiker (CSU).
Sein öffentliches politisches Engagement begann 1966 mit dem Eintritt in die CSU. Er war zwei Jahre Vorsitzender des Ingolstädter Kreisverbands, dann langjähriges Mitglied im Vorstand der CSU-Oberbayern und schließlich im Landesvorstand seiner Partei. Schon 1967 wurde er Mitglied im Bezirksausschuss Ingolstadt-Nordwest. 1972 wurde er in den Ingolstädter Stadtrat gewählt, dem er bis zum 30. April 2008 angehörte. Zweieinhalb Jahre lang war er Zweiter Bürgermeister Ingolstadts, von 1974 bis 1993 war er Vorsitzender der CSU-Stadtratsfraktion. 
1974 wurde Regensburger mit deutlicher Stimmenmehrheit als Direktkandidat in den bayerischen Landtag gewählt. Er blieb bis zum Herbst 2003 dessen Mitglied. 1986 wurde er innenpolitischer Sprecher der CSU-Landtagsfraktion und stellvertretender Vorsitzender des Ausschusses für Verfassungs-, Rechts- und Kommunalfragen. Von 1993 bis 2003 war er Staatssekretär im Bayerischen Staatsministerium des Inneren.

## Auszeichnungen
- 1989: Bayerischer Verdienstorden
- 2004: Kommunale Verdienstmedaille in Gold
- 2004: Bundesverdienstkreuz (I. Klasse)
- 2009: Ehrenbürger der Stadt Ingolstadt